# Agencja Mienia Wojskowego
Agencja Mienia Wojskowego – agencja wykonawcza nadzorowana przez Ministra Obrony Narodowej.
Agencja Mienia Wojskowego powstała w 1996 roku. W wyniku reorganizacji przejęła ją Wojskowa Agencja Mieszkaniowa, a nowo powstała Agencja Mienia Wojskowego działa w oparciu o ustawę z dnia 10 lipca 2015 r. o Agencji Mienia Wojskowego.

## Opis
Główne zadania Agencji to:
- sprzedaż lub inne zagospodarowanie zbędnych dla Ministerstwa Obrony Narodowej (MON) i Ministerstwa Spraw Wewnętrznych i Administracji (MSWiA) nieruchomości
- zagospodarowanie mienia ruchomego zbędnego dla MON oraz MSWiA w drodze sprzedaży i utylizacji. Utylizacji podlega mienie, które nie znajduje nabywcy, bądź musi zostać unieszkodliwione ze względu na swoje właściwości fizyko-chemiczne lub uwarunkowania prawne.

93% zysków pochodzących z gospodarowania mieniem AMW przekazuje na Fundusz Modernizacji Sił Zbrojnych i Fundusz Modernizacji Bezpieczeństwa Publicznego. Od początku swojej działalności Agencja odprowadziła na ten cel 1,5 mld złotych.
Agencja Mienia Wojskowego w imieniu Sił Zbrojnych RP i MON znacząco wspiera jednostki samorządu terytorialnego. Od początku swojej działalności AMW przekazała samorządom w formie darowizny i sprzedała w trybie bezprzetargowym nieruchomości o łącznej pierwotnej wartości niemal 572 mln złotych. Z tytułu podatków lokalnych Agencja zapłaciła samorządom ponad 199 mln złotych i odprowadziła na ich rzecz prawie 172 milionów złotych podatku dochodowego od osób prawnych.
Z dniem 1 października 2015 na mocy ustawy o Agencji Mienia Wojskowego z dnia 10 lipca 2015 dokonano połączenia dwóch agencji wykonawczych: Wojskowej Agencji Mieszkaniowej powołanej na podstawie ustawy z dnia 22 czerwca 1995 o zakwaterowaniu Sił Zbrojnych RP (Dz.U. z 2022 r. poz. 1623) i Agencji Mienia Wojskowego powołanej na podstawie ustawy z dnia 30 maja 1996 o gospodarowaniu niektórymi składnikami mienia Skarbu Państwa oraz o Agencji Mienia Wojskowego (Dz.U. z 2013 r. poz. 712, z późniejszymi zmianami).
Nowo utworzona Agencja Mienia Wojskowego wykonuje zadania własne oraz zlecone przez Ministra Obrony Narodowej z zakresu administracji rządowej.
Główne zadania:
- gospodarowanie mieniem Skarbu Państwa,
- gospodarka mieszkaniowa i internatowa oraz przebudowy i remonty zasobów mieszkaniowych i internatowych,
- inwestycje budowlane i zakupy nieruchomości,
- obrót towarami, technologiami i usługami o znaczeniu strategicznym dla bezpieczeństwa państwa na zasadach i w trybie określonym w ustawie z dnia 29 listopada 2000 o obrocie z zagranicą towarami, technologiami i usługami o znaczeniu strategicznym dla bezpieczeństwa państwa, a także dla utrzymania międzynarodowego pokoju i bezpieczeństwa (Dz.U. z 2023 r. poz. 1582).

W 2018 roku z gospodarki nieruchomościami oraz handlu powojskowym mieniem Agencja uzyskała blisko 300 mln zł. Znaczna część tej kwoty, bo aż 263 mln 600 tys. zł przyniosła sprzedaż, dzierżawa i najem działek, mieszkań i lokali użytkowych. Agencja pozytywnie rozstrzygnęła przetargi m.in.: na tereny na wrocławskiej Kępie Mieszczańskiej (15,5 mln zł), nieruchomości przy ul. Bukowskiej w Poznaniu (12,1 mln zł), działki przy ul. Cukrowej i Do Rajkowa w Szczecinie (9,5 mln zł), dawną bazę paliwową w Mierzęcicach (ponad 4,3 mln zł) czy kompleks przy ul. Legionów w Częstochowie (3,2 mln zł). W 2018 roku podpisano też umowy finalizujące sprzedaż nieruchomości w Lublinie przy Al. Racławickich (prawie 7,5 mln zł) oraz Poznaniu przy ul. Lotniczej (5 mln zł), które do sprzedaży trafiły pod koniec 2017 roku.

## Kierownictwo[5]
- Marcin Horyń – prezes od 10 stycznia 2024
- Przemysław Gogoliński – zastępca prezesa od 22 listopada 2023[6]
- Małgorzata Wyszyńska – zastępca prezesa od 25 stycznia 2024[7]
- Piotr Pakuszto – zastępca prezesa od czerwca 2025[8]

## Lista prezesów
- Andrzej Jamrozek (1998–2001)[9]
- Jerzy Rasilewicz (2001–2005)[10]
- Maciej Olex-Szczytowski (2005–2007)
- Bartłomiej Grabski (2007)[11][12]
- Krzysztof Grodzicki (2007–2008)[12][13]
- Eryk Kosiński (2008–2009)[13][14]
- Krzysztof Michalski (2009–2014)[14][15]
- Ilona Kowalska (2014–2015, p.o.)[15]
- Piotr Sadoch (2015)[16][17]
- Mateusz Mróz (2015–2017)[17][18]
- Dominik Zaremba (2017–2018, p.o.)[19]
- Krzysztof Falkowski (2018–2020)[20]
- Dominik Zaremba (2020, p.o.)[21]
- Agnieszka Bolesta (2020–2024)[22]
- Marcin Horyń (od 2024)